# 雞味拉麵

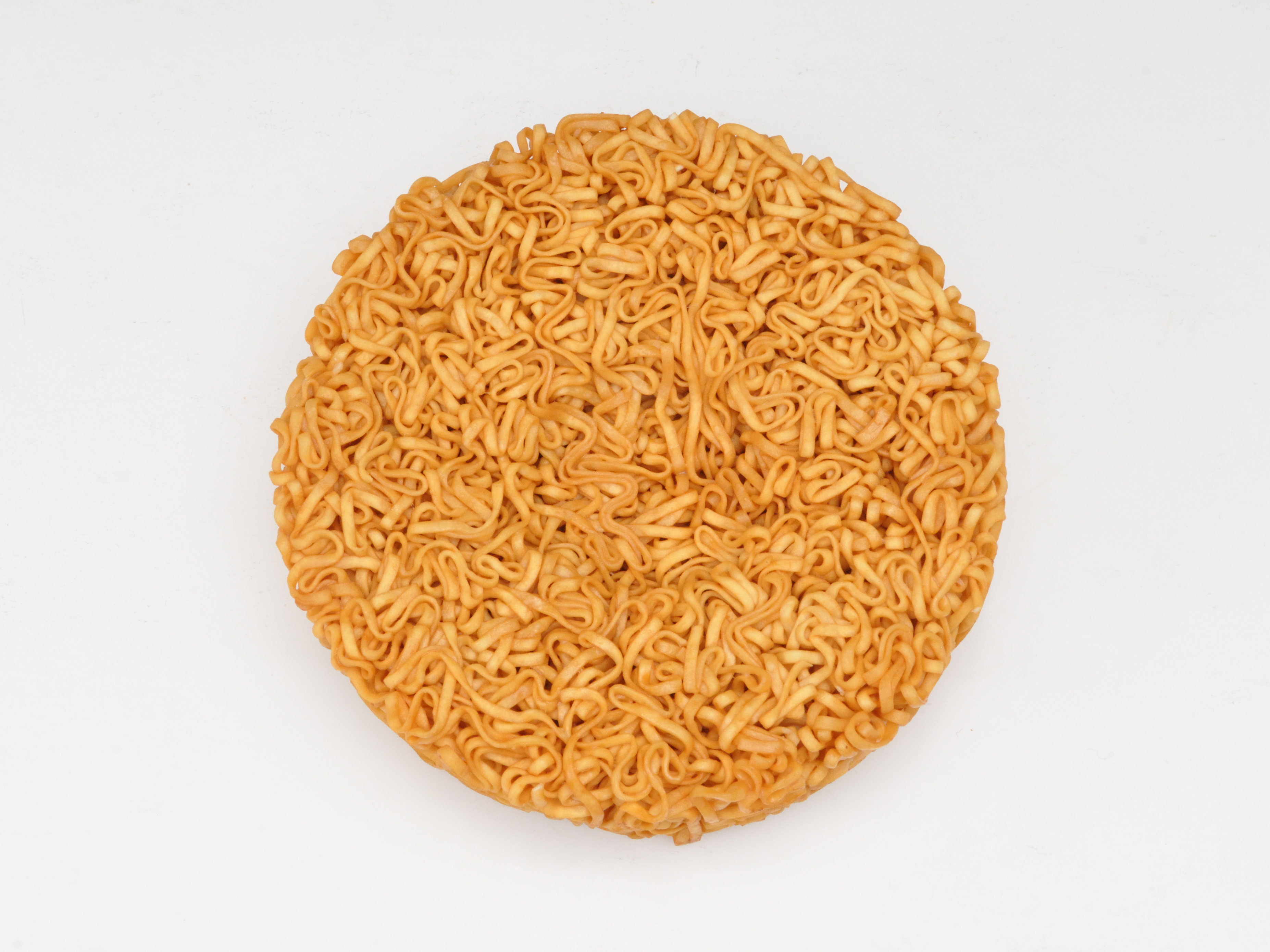

雞味拉麵（日语：チキンラーメン）是日清食品銷售的一種泡麵，也是世界最初取得商業成功的泡麵。雞味拉麵由安藤百福發明，在1958年8月25日開始銷售。

## 外部連結
- 日清チキンラーメン公式サイト （页面存档备份，存于）